# Sophie (film)
|  | Denne artikel er oprettet af botten Steenthbot ud fra en ekstern database. Den kan derfor have sproglige fejl eller mangler. Denne skabelon kan fjernes efter kontrol af indholdet. |

 For alternative betydninger, se Sophie. (Se også artikler, som begynder med Sophie)
Sophie er en dansk kortfilm fra 2006 instrueret af Birgitte Stærmose og efter manuskript af Birgitte Stærmose og Dunja Gry Jensen.

## Medvirkende
- Thomas Waern Gabrielsson, Thomas
- Trine Dyrholm, Sophie
- Jomi Massage, Livepige
- Simone Madsen, Livepige